# Muckrow
Muckrow, niedersorbisch Mokra, ist ein Gemeindeteil von Sellessen, einem Ortsteil der Stadt Spremberg im Landkreis Spree-Neiße in Brandenburg.

## Lage
Muckrow liegt in der Niederlausitz, etwa sechs Kilometer nordöstlich der Spremberger Kernstadt, und zählt zum amtlichen Siedlungsgebiet der Sorben/Wenden. Umliegende Ortschaften sind der zur Gemeinde Neuhausen/Spree gehörende Ortsteil Bagenz im Norden, Hornow im Nordosten, Wadelsdorf im Osten, Groß Luja im Südosten, Sellessen und Haidemühl im Süden, Bühlow im Südwesten sowie die wiederum zu Neuhausen gehörenden Ortsteile Klein Döbbern und Bräsinchen im Nordwesten.
Durch Muckrow verläuft die Landesstraße L 47, die den Ort mit Spremberg verbindet. Östlich in Richtung Groß Luja verläuft die Bahnstrecke Berlin–Görlitz an Muckrow vorbei. Westlich des Dorfes liegt die Talsperre Spremberg.

## Geschichte
Muckrow wurde erstmals im Jahr 1527 unter dem Namen „Mokraw“ urkundlich erwähnt. Der Ortsname leitet sich aus der sorbischen Sprache ab und beschreibt einen „nassen Ort“, also vermutlich die Lage in einem Sumpfgebiet. Es besteht eine Namensverwandtschaft zu Groß Muckrow bei Friedland.
Bis ins 20. Jahrhundert hinein war Muckrow ein überwiegend sorbischsprachiges Dorf. Für seine Statistik über die sorbische Bevölkerung in der Lausitz ermittelte Arnošt Muka in den 1880er-Jahren eine Einwohnerzahl von insgesamt 107, davon waren 102 Einwohner Sorben und nur fünf Deutsche. In der folgenden Zeit sank die Zahl sorbischsprachiger Einwohner stark ab, sodass es heute keine sorbischen Einwohner mehr in Muckrow gibt.
Nach dem Wiener Kongress 1815 ging die zuvor sächsische Niederlausitz an das Königreich Preußen über. Bei der Kreisneubildung 1816 kam Muckrow an den Landkreis Spremberg. Im Oktober 1938 wurde Muckrow nach Sellessen eingemeindet. Am 25. Juli 1952 wurde aus dem Landkreis Spremberg der neue Kreis Spremberg im Bezirk Cottbus gebildet, dem Muckrow als Teil der Gemeinde Sellessen zugeordnet wurde. Nach der Wende lag Muckrow zunächst im Landkreis Spremberg in Brandenburg, in dem der Ort als Teil von Sellessen dem Amt Hornow/Simmersdorf angeschlossen wurde. Nach der Kreisreform im Dezember 1993 wurde die Gemeinde Sellessen dem neu gebildeten Landkreis Spree-Neiße zugeordnet. Am 27. September 1998 wurde Sellessen mit seinen Ortsteilen Bühlow und Muckrow aus dem Amt Hornow/Simmersdorf herausgelöst und in die Stadt Spremberg eingemeindet.